# Bergkirche (Worms-Hochheim)

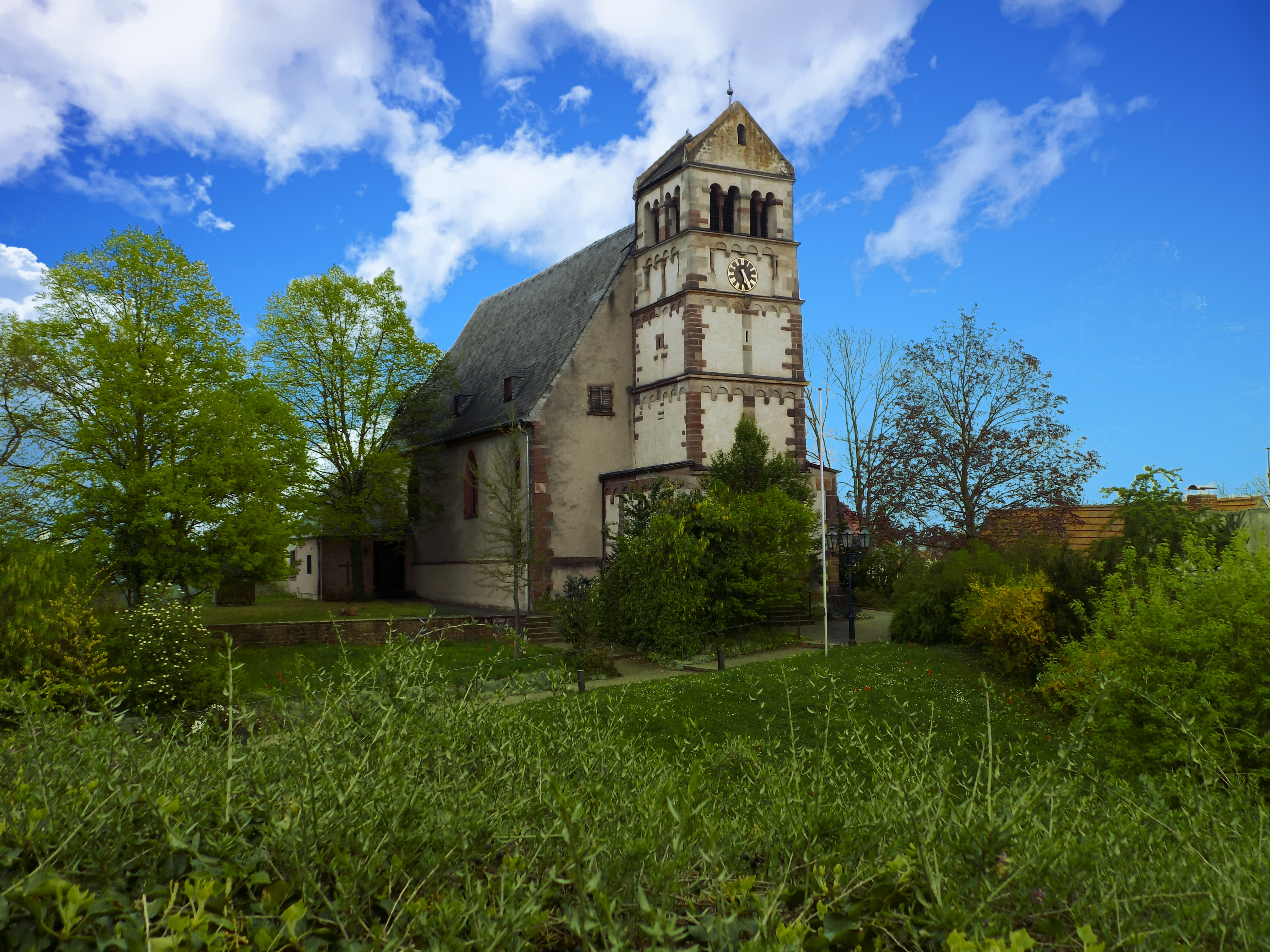
Bergkirche (Worms-Hochheim)

La Bergkirche (ancienne St. Pierre) est l'église de la paroisse protestante Bergkirchen-Gemeinde St. Peter de l'Église protestante en Hesse et Nassau à Worms-Hochheim.
La construction commence probablement sous l'évêque Burchard ; les phases de construction les plus anciennes (premier art romain) - la crypte et les étages sous la tour - sont datées dans l'an 1010. En 1141, l'église fut mentionnée pour la première fois dans un document.
Les étages supérieurs de la tour ont été ajoutés vers 1200. Après la destruction par un feu en 1607, la nef (art gothique) était reconstruite en 1609. La crypte mesure 20 m², il y a une voûte en arrête supportée par quatre colonnes ornées par des chapiteaux en cube.